# Kabupaten de Bulukumba
Le kabupaten de Bulukumba, en indonésien Kabupaten Bulukumba, est un kabupaten de la province indonésienne de Sulawesi du Sud dans l'île de Sulawesi. Il est situé dans l'angle inférieur droit de la péninsule méridionale de cette île. Son chef-lieu est Bulukumba.

## Population
Les habitants du kabupaten appartiennent aux groupes bugis et konjo.

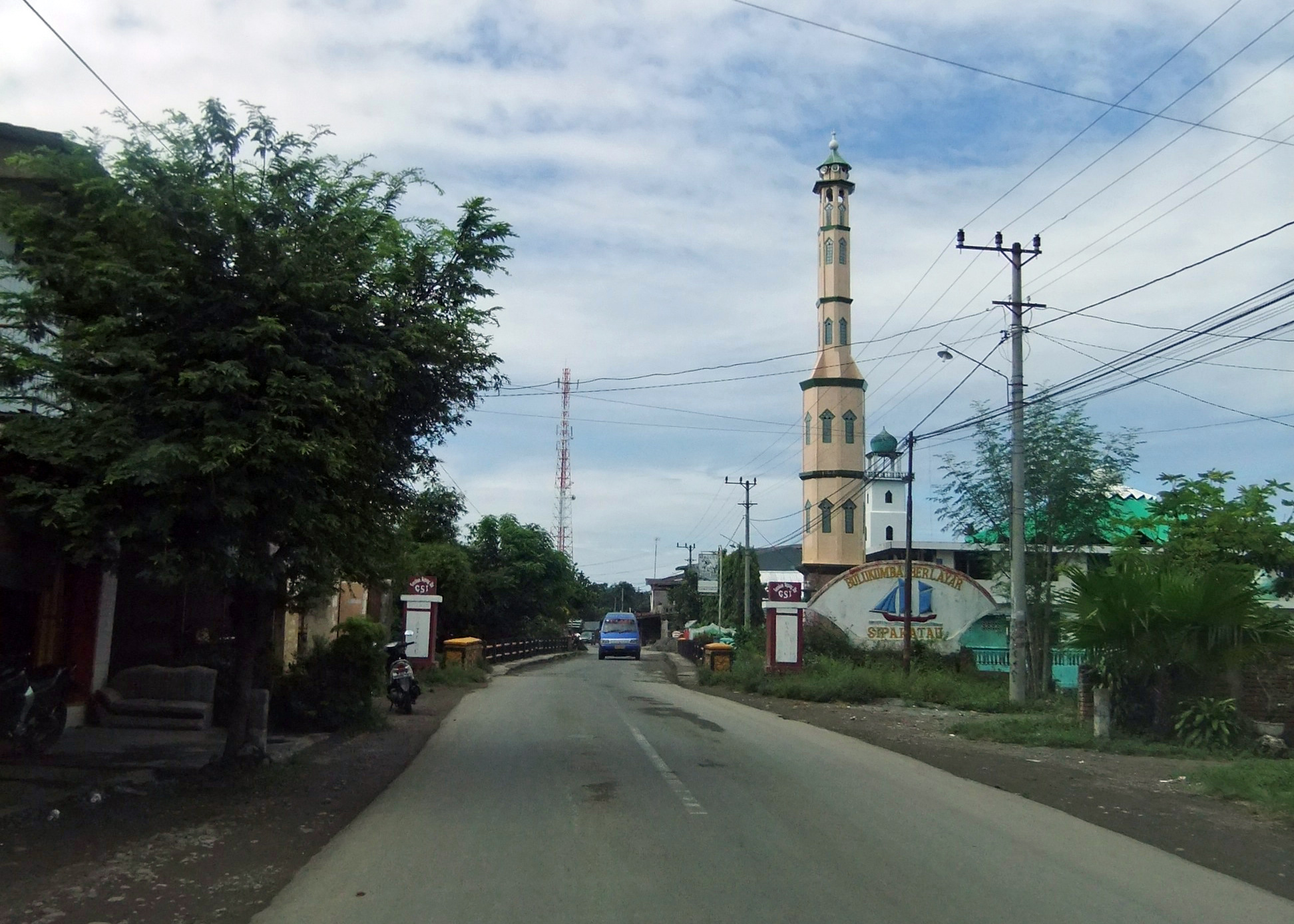
Régence de Bulukumba